# Gazost
Gazost – miejscowość i gmina we Francji, w regionie Oksytania, w departamencie Pireneje Wysokie.
Według danych na rok 1990 gminę zamieszkiwało 135 osób, a gęstość zaludnienia wynosiła 3 osoby/km² (wśród 3020 gmin regionu Midi-Pyrénées Gazost plasuje się na 928. miejscu pod względem liczby ludności, natomiast pod względem powierzchni na miejscu 123.).